# Lista miast w województwie świętokrzyskim
W województwie świętokrzyskim znajduje się 50 miast o łącznej populacji 528 199 osób, co stanowi ok. 44,83% całej ludności województwa.
Największym miastem i stolicą województwa są Kielce zamieszkiwany przez 183 855 osób. Populacja Kielc stanowi 34,74% ludności miejskiej województwa. W województwie znajduje się łącznie 13 miast powiatowych, w tym 1 miasto na prawach powiatu – Kielce. W tych trzech miastach zamieszkuje łącznie ok. 28,81% populacji województwa. Najmniejszym miastem powiatowym jest Kazimierza Wielka z populacją 5038 mieszkańców, a największym miastem niebędącym siedzibą powiatu jest Suchedniów zamieszkiwany przez 7588 osób. Najmniejszą liczbę ludności ma Opatowiec – 317 osób, który jest równocześnie najmniejszym miastem w Polsce. Ponadto w województwie znajduje się jeszcze pięć innych miast, których populacja nie przekracza 1000 mieszkańców: Działoszyce, Nowy Korczyn, Szydłów, Wiślica i Wodzisław.
Największą powierzchnią zajmują Kielce – 109,65 km², zaś najmniejszą Działoszyce – 1,92 km². Łącznie powierzchnia obszarów miejskich w województwie wynosi 808,44 km², czyli ok. 6,90% jego powierzchni. Jednocześnie największą gęstość zaludnienia w województwie na poziomie ok. 1677,02 os./km² mają Kielce, zaś najmniejszą gęstością cechuje się Opatowiec – 58,06 os./km².
Najwięcej – dziesięć miast znajduje się w powiecie kieleckim: Bodzentyn, Chęciny, Chmielnik, Daleszyce, Łagów, Łopuszno, Morawica, Nowa Słupia, Piekoszów i Pierzchnica, zaś tylko jedno miasto znajduje się w powiecie włoszczowskim.
| Rozmieszczenie miast na mapie województwa świętokrzyskiego |
| --- |
| KielceOstrowiec ŚwiętokrzyskiStarachowiceSkarżysko-KamiennaSandomierzKońskieBusko-ZdrójJędrzejówStaszówPińczówWłoszczowaSuchedniówPołaniecSędziszówOpatówStąporkówKazimierza WielkaChęcinyOżarówChmielnikMałogoszczRadoszyceĆmielówDaleszyceKunówWąchockKoprzywnicaBodzentynOsiekMorawicaKlimontówOleśnicaZawichostŁagówPiekoszówŁopusznoNowa SłupiaPierzchnicaIwaniskaSkalbmierzStopnicaPacanówWodzisławSzydłówNowy KorczynDziałoszyceWiślicaOpatowiecGowarczówBogoriaSobków Miasta według populacji: · – powyżej 100 tys.; – od 50 do 100 tys.; – od 20 do 50 tys.; – od 10 do 20 tys.; – od 5 do 10 tys.; – poniżej 5 tys. |

W tabeli przedstawiono wszystkie miasta województwa świętokrzyskiego uszeregowane według liczby ludności. Informacje dotyczące liczby ludności podano na podstawie danych Głównego Urzędu Statystycznego według stanu na dzień 31 grudnia 2022. Wyjątek stanowią miasta Łopuszno i Piekoszów, które uzyskały prawa miejskie z dniem 1 stycznia 2023 i z powodu braku nowszych danych podano dla nich dane z Narodowego Spisu Powszechnego 2021 według stanu na dzień 31 marca 2021. Nazwy miast powiatowych pogrubiono, a nazwy miast na prawach powiatu dodatkowo zapisano kursywą. Nazwiska włodarzy miast, posługujących się tytułem prezydenta miasta zapisano kursywą.
| #   | Herb | Nazwa                   | Powiat        | Liczba ludności (31 grudnia 2022) | Powierzchnia [km²] | Gęstość zaludnienia [os./km²] | Burmistrz/Prezydent  | Współrzędne                               |
| --- | ---- | ----------------------- | ------------- | --------------------------------- | ------------------ | ----------------------------- | -------------------- | ----------------------------------------- |
| 1.  |      | Kielce                  | Kielce        | 183 885                           | 109,65             | 1677,02                       | Agata Wojda          | 50°52′27″N 20°38′00″E/50,874167 20,633333 |
| 2.  |      | Ostrowiec Świętokrzyski | ostrowiecki   | 62 980                            | 46,43              | 1356,45                       | Artur Łakomiec       | 50°55′57″N 21°23′10″E/50,932500 21,386111 |
| 3.  |      | Starachowice            | starachowicki | 44 992                            | 31,82              | 1413,95                       | Marek Materek        | 51°02′12″N 21°04′15″E/51,036667 21,070833 |
| 4.  |      | Skarżysko-Kamienna      | skarżyski     | 41 793                            | 64,39              | 649,08                        | Arkadiusz Bogucki    | 51°06′59″N 20°52′01″E/51,116389 20,866944 |
| 5.  |      | Sandomierz              | sandomierski  | 21 586                            | 28,69              | 752,39                        | Paweł Niedźwiedź     | 50°40′56″N 21°44′56″E/50,682222 21,748889 |
| 6.  |      | Końskie                 | konecki       | 17 629                            | 17,70              | 995,99                        | Krzysztof Obratański | 51°11′20″N 20°24′22″E/51,188889 20,406111 |
| 7.  |      | Busko-Zdrój             | buski         | 14 588                            | 12,28              | 1187,95                       | Jerzy Szydłowski     | 50°28′14″N 20°43′08″E/50,470556 20,718889 |
| 8.  |      | Jędrzejów               | jędrzejowski  | 14 308                            | 11,37              | 1258,40                       | Marcin Piszczek      | 50°38′22″N 20°18′15″E/50,639444 20,304167 |
| 9.  |      | Staszów                 | staszowski    | 13 758                            | 26,88              | 511,83                        | Leszek Kopeć         | 50°33′38″N 21°10′00″E/50,560556 21,166667 |
| 10. |      | Pińczów                 | pińczowski    | 9843                              | 14,33              | 686,88                        | Włodzimierz Badurak  | 50°31′13″N 20°31′34″E/50,520278 20,526111 |
| 11. |      | Włoszczowa              | włoszczowski  | 9617                              | 30,30              | 317,39                        | Grzegorz Dziubek     | 50°51′15″N 19°58′01″E/50,854167 19,966944 |
| 12. |      | Suchedniów              | skarżyski     | 7588                              | 59,42              | 127,70                        | Dariusz Miernik      | 51°03′06″N 20°49′57″E/51,051667 20,832500 |
| 13. |      | Połaniec                | staszowski    | 7526                              | 17,41              | 432,28                        | Jacek Nowak          | 50°25′57″N 21°16′50″E/50,432500 21,280556 |
| 14. |      | Sędziszów               | jędrzejowski  | 6173                              | 7,92               | 779,42                        | Wacław Szarek        | 50°33′46″N 20°03′00″E/50,562778 20,050000 |
| 15. |      | Opatów                  | opatowski     | 5965                              | 9,36               | 637,29                        | Grzegorz Gajewski    | 50°48′18″N 21°25′29″E/50,805000 21,424722 |
| 16. |      | Stąporków               | konecki       | 5165                              | 10,94              | 472,12                        | Jarosław Młodawski   | 51°08′21″N 20°33′10″E/51,139167 20,552778 |
| 17. |      | Kazimierza Wielka       | kazimierski   | 5038                              | 6,14               | 820,52                        | Adam Bodzioch        | 50°16′25″N 20°29′04″E/50,273611 20,484444 |
| 18. |      | Chęciny                 | kielecki      | 4316                              | 14,13              | 305,45                        | Robert Jaworski      | 50°48′10″N 20°28′02″E/50,802778 20,467222 |
| 19. |      | Ożarów                  | opatowski     | 4261                              | 7,79               | 546,98                        | Piotr Ślęzak         | 50°53′27″N 21°40′04″E/50,890833 21,667778 |
| 20. |      | Chmielnik               | kielecki      | 3503                              | 7,80               | 449,10                        | Paweł Wójcik         | 50°36′42″N 20°44′59″E/50,611667 20,749722 |
| 21. |      | Małogoszcz              | jędrzejowski  | 3399                              | 9,68               | 351,14                        | Paweł Król           | 50°48′48″N 20°16′06″E/50,813333 20,268333 |
| 22. |      | Piekoszów               | kielecki      | 3167                              | 8,45               | 374,79                        | Teresa Jakubowska    | 50°52′54″N 20°27′42″E/50,881667 20,461667 |
| 23. |      | Radoszyce               | konecki       | 2874                              | 17,17              | 167,38                        | Michał Pękala        | 51°04′27″N 20°15′47″E/51,074167 20,263056 |
| 24. |      | Ćmielów                 | ostrowiecki   | 2829                              | 13,34              | 212,07                        | Joanna Suska         | 50°53′25″N 21°30′53″E/50,890278 21,514722 |
| 25. |      | Daleszyce               | kielecki      | 2781                              | 15,50              | 179,42                        | Dariusz Meresiński   | 50°48′13″N 20°48′27″E/50,803611 20,807500 |
| 26. |      | Kunów                   | ostrowiecki   | 2739                              | 7,26               | 377,27                        | Lech Łodej           | 50°57′31″N 21°16′59″E/50,958611 21,283056 |
| 27. |      | Wąchock                 | starachowicki | 2507                              | 16,02              | 156,49                        | Robert Janus         | 51°04′27″N 21°00′49″E/51,074167 21,013611 |
| 28. |      | Koprzywnica             | sandomierski  | 2365                              | 17,90              | 132,12                        | Aleksandra Klubińska | 50°35′26″N 21°35′01″E/50,590556 21,583611 |
| 29. |      | Bodzentyn               | kielecki      | 2118                              | 8,65               | 244,86                        | Dominik Dudek        | 50°56′27″N 20°57′28″E/50,940833 20,957778 |
| 30. |      | Osiek                   | staszowski    | 1954                              | 17,43              | 112,11                        | Magdalena Marynowska | 50°31′12″N 21°26′34″E/50,520000 21,442778 |
| 31. |      | Morawica                | kielecki      | 1782                              | 4,38               | 406,85                        | Marian Buras         | 50°44′28″N 20°37′36″E/50,741111 20,626667 |
| 32. |      | Klimontów               | sandomierski  | 1760                              | 4,67               | 376,87                        | Marek Goździewski    | 50°39′23″N 21°27′10″E/50,656389 21,452778 |
| 33. |      | Oleśnica                | staszowski    | 1724                              | 10,06              | 171,37                        | Piotr Strzelecki     | 50°27′00″N 21°03′00″E/50,450000 21,050000 |
| 34. |      | Zawichost               | sandomierski  | 1609                              | 20,31              | 79,22                         | Katarzyna Kondziołka | 50°48′24″N 21°51′23″E/50,806667 21,856389 |
| 35. |      | Łagów                   | kielecki      | 1544                              | 8,22               | 187,83                        | Sławomir Miechowicz  | 50°46′36″N 21°05′06″E/50,776667 21,085000 |
| 36. |      | Łopuszno                | kielecki      | 1402                              | 5,24               | 267,56                        | Andrzej Cieślicki    | 50°56′55″N 20°15′03″E/50,948611 20,250833 |
| 37. |      | Nowa Słupia             | kielecki      | 1312                              | 13,97              | 93,92                         | Andrzej Gąsior       | 50°51′45″N 21°05′13″E/50,862500 21,086944 |
| 38. |      | Pierzchnica             | kielecki      | 1257                              | 6,92               | 181,65                        | Stanisław Strąk      | 50°41′50″N 20°45′11″E/50,697222 20,753056 |
| 39. |      | Iwaniska                | opatowski     | 1238                              | 5,98               | 207,02                        | Marek Staniek        | 50°43′54″N 21°16′30″E/50,731667 21,275000 |
| 40. |      | Skalbmierz              | kazimierski   | 1202                              | 7,13               | 168,58                        | Marek Juszczyk       | 50°19′10″N 20°23′57″E/50,319444 20,399167 |
| 41. |      | Stopnica                | buski         | 1150                              | 4,55               | 252,75                        | Ryszard Zych         | 50°26′21″N 20°56′26″E/50,439167 20,940556 |
| 42. |      | Pacanów                 | buski         | 1045                              | 7,12               | 146,77                        | Krzysztof Eliasz     | 50°24′12″N 21°02′18″E/50,403333 21,038333 |
| 43. |      | Wodzisław               | jędrzejowski  | 981                               | 7,93               | 123,71                        | Dominik Łukasik      | 50°31′12″N 20°11′26″E/50,520000 20,190556 |
| 44. |      | Szydłów                 | staszowski    | 974                               | 16,22              | 60,05                         | Andrzej Tuz          | 50°35′26″N 21°00′10″E/50,590556 21,002778 |
| 45. |      | Nowy Korczyn            | buski         | 904                               | 7,45               | 121,34                        | Paweł Zagaja         | 50°17′57″N 20°48′32″E/50,299167 20,808889 |
| 46. |      | Działoszyce             | pińczowski    | 852                               | 1,92               | 443,75                        | Stanisław Porada     | 50°21′54″N 20°21′09″E/50,365000 20,352500 |
| 47. |      | Wiślica                 | buski         | 468                               | 4,76               | 98,32                         | Jarosław Jaworski    | 50°20′55″N 20°40′27″E/50,348611 20,674167 |
| 48. |      | Opatowiec               | kazimierski   | 317                               | 5,46               | 58,06                         | Sławomir Kowalczyk   | 50°14′31″N 20°43′25″E/50,241944 20,723611 |